# Тавър Клементин Армоний Клементин
Флавий Тавър Клементин Армоний Клементин (на латински: Flavius Taurus Clementinus Armonius Clementinus) е политик на Източната Римска империя през началото на 6 век.
Той е правнук на Флавий Тавър (консул 361 г.), внук на Флавий Аврелиан (консул 400 г.) и син на Тавър (консул 428 г.).
През 513 г. Клементин е консул заедно с Флавий Проб на Запад.